# Marco Serpellini

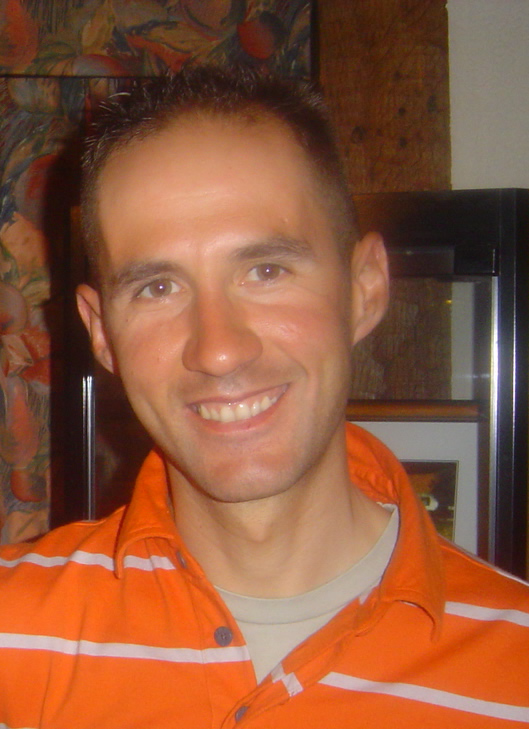
Marco Serpellini

Marco Serpellini nasceu 14 agosto 1972 em Lovere é um ciclista italiano e venceu a Volta a Portugal em 1998.a sua maior vitoria foi na Volta a Portugal em 1998

## Carreira desportiva
- 2006 Unibet.com
- 2005 Team Monex
- 2005 Gerolsteiner
- 2004 Gerolsteiner
- 2003 Lampre
- 2002 Lampre - Daikin
- 2001 Lampre - Daikin
- 2000 Lampre - Daikin
- 1999 Lampre - Daikin - Colnago
- 1998 Brescialat
- 1997 Brescialat - Oyster
- 1996 Panaria - Vinavil
- 1995 Lampre-Panaria
- 1994 Lampre-Panaria

## Palmarés
- 1998, Venceu,Volta a Portugal + 1 + geral combinado
- 1990  Venceu, Campeonato Mundial de Ciclismo em Estrada Júnior
- 1989  venceu,  Etapa 4 GP Rüebliland,Juniores
- 1991  Venceu, GP Targa Libero Ferrario
- 1992  Venceu, Trofeo Memorial Pesenti Maddalena /Giro Del Canavese/Trofeo Sportivi Valperghesi-  U23
- 1996  Venceu, GP Pino Cerami
- 1997  Venceu, Giro del Medio Brenta
- 1998  Venceu, GP Pino Cerami
- 1998  Venceu Giro del Piemonte
- 2000  Venceu GP Bruno Beghelli
- 2000  Venceu Etapa 3  GP Euskal Bizikleta
- 2003  Venceu GP Città di Camaiore
- 2006  Venceu Etapa 4  Corrida da Paz, República Checa